# Acyperas
Acyperas é um gênero de mariposa pertencente à família Crambidae.